# Jello Biafra
Eric Reed Boucher, bedre kendt under scenenavnet Jello Biafra (født 17. juni 1958) er en amerikansk punk-musiker og politisk aktivist, der er bedst kendt fra sin tid som forsanger i Dead Kennedys. Efter bandets opløsning har han været solomusiker og indspillet Spoken word-plader, begge dele på sit pladeselskab Alternative Tentacles. Politisk er han medlem af Det grønne parti, hvor han blandt var opløberen som de grønnes præsidentkandidat i 2000 (hvor Ralph Nader blev det endelige valg). Han er ifølge sig selv anarkist (om end han ikke tror på at anarki kan indføres nu) og tilhænger af civil ulydighed og brugen af humor for at opnå politiske forandringer. Biafra er kendt for at anvende en absurdistisk mediestrategi for at understrege sine holdninger til civile rettigheder, social retfærdighed og anti-korporatisme.
Hans scenenavn er en sammentrækning af varemærket Jell-O og republikken Biafra, der løsrev sig fra Nigeria i 1967 og som efter tre år med en blodig krig med Nigeria, der udløste en omfattende hungersnød og humanitær katastrofe i landet atter blev indlemmet i Nigeria i 1970. Biafras navn er dermed en ironisk kombination af et overflodssamfunds ernæringsfattige masseproducerede desserter og hungersnød.
Biafra er også forsanger i sideprojektet Lard, der også består af tidligere medlemmer af Ministry.

## Galleri
- Jello Biafra
- Jello Biafra i Berlin 2011.
- Jello Biafra 2006.

- Wikimedia Commons har flere filer relateret til Jello Biafra